# روث برينكمان
روث برينكمان (بالإنجليزية: Ruth Brinkmann)‏ (و. 1934 – 1997 م) هي ممثلة، وممثلة مسرحية، من الولايات المتحدة الأمريكية، ولدت في برلين، توفيت عن عمر يناهز 63 عاماً.

## التعليم
تعلمت في مدرسة ييل للدراما.

## جوائز
حصلت على جوائز منها:
- عضو رتبة الإمبراطورية البريطانية.

## روابط خارجية
- روث برينكمان على موقع IMDb (الإنجليزية)
- روث برينكمان على موقع قاعدة بيانات الفيلم (الإنجليزية)